# Joseph Lau

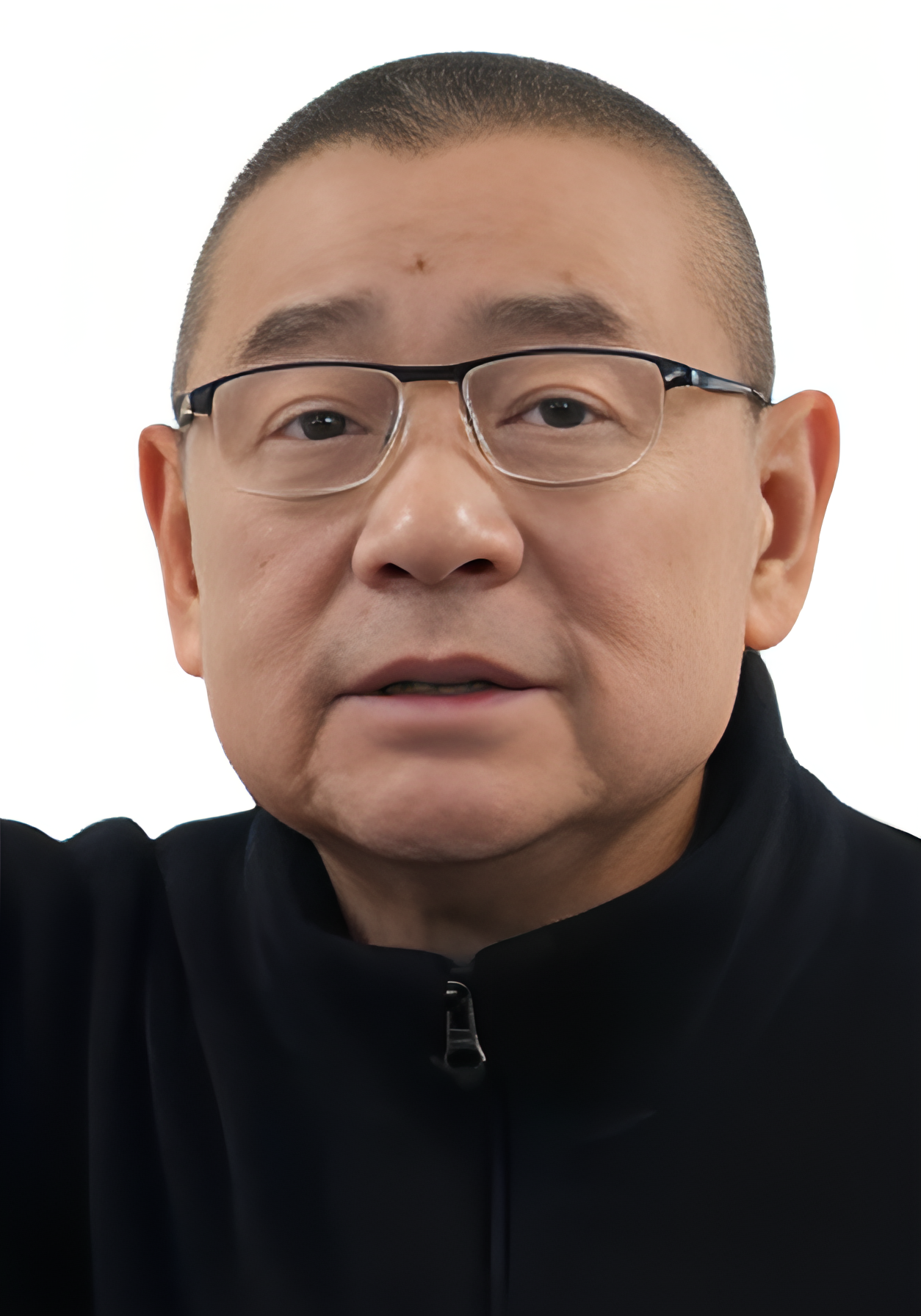
Joseph Lau (2023)

Joseph Lau Luen Hung (chinesisch 劉鑾雄 / 刘銮雄, Pinyin Liú Luánxióng, Jyutping Lau4 Lyun4hung4, kantonesisch Lau Luen-hung; * 21. Juli 1951 in Hongkong) ist ein in Hongkong lebender Unternehmer, verurteilter Straftäter und Flüchtling. Er hält einen Anteil von 61 % an Chinese Estates Holdings Limited. Forbes schätzt sein Vermögen im Jahr 2019 auf 16,19 Milliarden US-Dollar, womit er zu den 100 reichsten Menschen weltweit gehört.

## Familie
Sein Vater war Foo-wing Lau, ein wohlhabender Geschäftsmann in Hongkong und Inhaber einer Firma für Ventilatoren.
Joseph Lau heiratete im Jahr 1977 Theresa, Po Wing-kam. Sie haben einen Sohn, Lau Ming-wai (* 1980) und eine Tochter, Jade Lau Sau-yung (* 1983). Die Ehe wurde 1992 geschieden. Aus einer Beziehung mit der Hongkong-Chinesin Yvonne, Lui Lai-kwan (Namensänderung seit 2019 in Yvonne, Lui Pui-lam) hat er eine Tochter, Lau Sau-ying (* 2002) und einen Sohn, Lau Chi-fung (* 2010). Lau hat zwei weitere Kinder mit Kimbie, Chan Hoi-wan, einer ehemaligen Journalistin: eine Tochter – Josephine, Lau Sau-wah (* 2008) und einen Sohn, Lau Chung-hok (* 2012). Am 7. Dezember 2016 heiratete er Kimbie, Chan Hoi-wan.
Joseph Lau hat einen jüngeren Bruder und zwei jüngere Schwestern.

## Leben und geschäftliche Karriere
Lau studierte an der University of Windsor in Kanada. Nach dem Studium arbeitete er zunächst in der väterlichen Firma. Er erwarb sein Vermögen durch Immobiliengeschäfte in Hongkong. 1978 gründete er die Evergo Holdings Company, die elektronische Produkte wie Deckenventilatoren, Leuchten und Kerosin-Heizungen produzierte. 1983 ging die Firma an die Börse.
1986 erwarb Evergo 43 % von Chines Estate Limited CEL. CEL ist eine der größten chinesischen Investment-Gesellschaften mit Sitz in Hongkong, die im Immobilien-Investment und -Entwicklung, Wertpapieranlagen und Finanzdienstleistungen tätig ist. Seit 2006 war Lau Executive Director der Gesellschaft und ab Dezember 2010 ihr stellvertretender Vorsitzender. Am 14. März 2014 trat er nach der Verurteilung wegen Bestechung und Geldwäsche in Macau als Chairman von Chinese Estates zurück.
Lau besitzt zwei Privatjets. Seine Weinsammlung umfasst 10.000 Flaschen. Der Wert seiner Kunstsammlung mit Bildern von Gauguin, Hockney und Warhol wird auf 1 Milliarde US-Dollar geschätzt. 2010 ersteigerte er Warhols Green Car Crash für 71,7 Millionen US-Dollar., 2015 The Ring (Engagement) von Roy Lichtenstein bei Sotheby’s New York für 41,7 Millionen US-Dollar und ebenfalls 2015 das Gemälde Buste de femme (1938) von Pablo Picasso bei Christie’s für 67,4 Millionen US-Dollar.

## Gerichtsverfahren
2014 wurde er in Macau schuldig gesprochen, Beamte der Stadt mit 20 Mio. Hongkong-Dollar bestochen zu haben, um an Bauland zu kommen, und zu mehr als 5 Jahren Haft verurteilt. Lau ist bisher der Auslieferung entgangen und bleibt als Flüchtling auf freiem Fuß, da Macau und Hongkong keinen Auslieferungsvertrag haben.